# Amphoe Na Dun
Amphoe Na Dun (in Thai อำเภอ นาดูน) ist ein Landkreis (Amphoe – Verwaltungs-Distrikt) im Süden der Provinz Maha Sarakham. Die Provinz Maha Sarakham liegt im Zentrum der Nordostregion von Thailand, dem so genannten Isan.

## Geographie
Amphoe Na Dun grenzt an die folgenden Distrikte (von Süden im Uhrzeigersinn): an die Amphoe Phayakkhaphum Phisai, Yang Sisurat, Na Chueak und Wapi Pathum in der Provinz Maha Sarakham, sowie an Amphoe Pathum Rat der Provinz Roi Et.

## Geschichte
Na Dun wurde am 1. Oktober 1969 zunächst als „Zweigkreis“ (King Amphoe) eingerichtet, indem die drei Tambon Na Dun, Nong Phai und Nong Khu vom Amphoe Wapi Pathum abgetrennt wurden. 
Am 25. März 1979 wurde er zum Amphoe heraufgestuft.

## Verwaltung

### Provinzverwaltung
Der Landkreis Na Dun ist in neun Tambon („Unterbezirke“ oder „Gemeinden“) eingeteilt, die sich weiter in 94 Muban („Dörfer“) unterteilen.
| Nr. | Name        | Thai    | Muban | Einw. |
| --- | ----------- | ------- | ----- | ----- |
| 1.  | Na Dun      | นาดูน    | 10    | 4.656 |
| 2.  | Nong Phai   | หนองไผ่  | 08    | 3.868 |
| 3.  | Nong Khu    | หนองคู   | 14    | 5.738 |
| 4.  | Dong Bang   | ดงบัง    | 09    | 2.709 |
| 5.  | Dong Duan   | ดงดวน   | 10    | 4.024 |
| 6.  | Hua Dong    | หัวดง    | 15    | 5.178 |
| 7.  | Dong Yang   | ดงยาง   | 11    | 4.360 |
| 8.  | Ku Santarat | กู่สันตรัตน์ | 09    | 3.796 |
| 9.  | Phra That   | พระธาตุ  | 08    | 2.965 |

### Lokalverwaltung
Es gibt drei Kommunen mit „Kleinstadt“-Status (Thesaban Tambon) im Landkreis:
- Na Dun (Thai: เทศบาลตำบลนาดูน), bestehend aus Teilen der Tambon Na Dun und Phra That.
- Hua Dong (Thai: เทศบาลตำบลหัวดง), bestehend aus dem gesamten Tambon Hua Dong.
- Nong Phai (Thai: เทศบาลตำบลหนองไผ่), bestehend aus dem gesamten Tambon  Nong Phai.

Außerdem gibt es sechs „Tambon-Verwaltungsorganisationen“ (องค์การบริหารส่วนตำบล – Tambon Administrative Organizations, TAO):
- Nong Khu (Thai: องค์การบริหารส่วนตำบลหนองคู)
- Dong Bang (Thai: องค์การบริหารส่วนตำบลดงบัง)
- Dong Duan (Thai: องค์การบริหารส่วนตำบลดงดวน)
- Dong Yang (Thai: องค์การบริหารส่วนตำบลดงยาง)
- Ku Santarat (Thai: องค์การบริหารส่วนตำบลกู่สันตรัตน์)
- Phra That (Thai: องค์การบริหารส่วนตำบลพระธาตุ)